# Marcello Neri
Marcello Neri (* 2. Februar 1902 oder 26. März 1903 in Fauglia; † 23. Dezember 1993 in Firenzuola (Toskana)) war ein italienischer Radrennfahrer.

## Sportliche Laufbahn
Neri war im Straßenradsport aktiv. Er war Teilnehmer der Olympischen Sommerspiele 1928 in Amsterdam. Im olympischen Straßenrennen kam er beim Sieg von Henry Hansen auf den 30. Platz. In der Mannschaftswertung kam Italien mit Allegro Grandi, Michele Orrecchia, Marcello Neri und Ambrogio Beretta auf den vierten Rang.
1924 und 1925 siegte er im Giro del Casentino, in der Coppa Zucchi und im Giro delle due Province-Marciana di Cascina 1927. 1929 war er in der Trophée Melinda (Giro dell’Umbria) erfolgreich. 1929 bis 1931 startete er als Unabhängiger. In den Rennen der Monumente des Radsports war der 31. Platz in der Lombardei-Rundfahrt 1931 sein bestes Resultat.

## Familiäres
Sein Bruder Colombo Neri war ebenfalls Radrennfahrer.